# Билль, Андрей Михайлович
Андрей Михайлович Билль (род. 20 июля 1960 года в Омске) — советский и российский эстрадный певец, шоумен, педагог, лауреат Всесоюзных конкурсов Гостелерадио: «Юрмала-89», «Магический кристалл», Заслуженный артист РФ, с 2007 года — Заслуженный деятель культуры ХМАО, Мастер спорта СССР, двукратный чемпион мира по парусному спорту (2009 и 2010 гг.). Абсолютный Чемпион «EURO MICRO CUP» (2011 г.). С 1996 года — ректор-координатор Государственного училища эстрадного и джазового искусства. Профессор кафедры эстрадного вокала, вокальный педагог и арт-директор Института современного искусства (ИСИ).

## Биография
В 1982 году закончил исторический факультет МГУ. Активно занимался парусным спортом, неоднократно становился победителем на всесоюзных соревнованиях, но собирался всерьёз посвятить себя музыке. После прохождения службы в армии поступил на эстрадное отделение Российской академии музыки имени Гнесиных (класс В. Х. Хачатурова), где обучался в период с 1985 года по 1990 год. Во время обучения был вынужден подрабатывать дворником, поскольку в те времена дворникам предоставлялось государственное жильё. Одновременно работал в «Москонцерте» и репетировал в ансамбле «Добры молодцы».
В 1987 году Билль создал группу «Телефон», которая стала гастрольным коллективом Новосибирской филармонии. В том же году участвовал в отборочном туре проводимого Всесоюзным радио конкурса молодых исполнителей эстрадной песни. Звание лауреата Всесоюзного телеконкурса «Магический кристалл» певец завоевал в 1988 году. Ещё через год стал призёром Всесоюзного конкурса молодых исполнителей «Юрмала-89». На конкурсе в Юрмале Андрей познакомился с композитором Лорой Квинт, которая вскоре стала его женой. В том же 1989 году Билль вышел на драматическую сцену в её рок-опере «Джордано» в роли ученика Джордано Бруно. Здесь его партнёрами были такие известные артисты, как Валерий Леонтьев, Лариса Долина и Павел Смеян.
С 1990 года Билль начал активную гастрольную деятельность, принимал участие во многих телепрограммах. Большой популярностью в то время пользовались такие песни в его исполнении, как «Очкарик», «Ревность», «О, Сан-Ремо!», «Ты самая красивая», автором которых являлась его супруга Лора Квинт. В 1990—1997 гг. Андрей был ведущим детских телевизионных музыкальных конкурсов и передач: «На балу у Золушки», «Музыкальный клуб», «До-ми-соль и Ко», «Классная компания», «Музыкальный фрегат». Параллельно он открыл сеть учебных заведений для особо одарённых детей в разных городах России.
В 1991 году стал лауреатом Песни-91 (" О, Сан-Ремо! ", Лора Квинт — Ольга Клименкова).
В 1999 году по инициативе Андрея Билля Российским домом народного творчества совместно с Министерством образования России был создан Всероссийский детский конкурс исполнителей эстрадной песни «Голоса XXI века». В 2003 году Андрей выпустил сборник методических материалов по методике преподавания эстрадного вокала детям.
На сегодняшний день он совмещает педагогическую деятельность с концертной. Вот уже несколько лет Андрей Билль является представителем России в жюри детского международного конкурса «Славянский базар» в Витебске, его ведущим и руководителем отбора конкурсантов в России. В настоящее время Андрей Билль — профессор кафедры эстрадного вокала, вокальный педагог и арт-директор ИСИ, а также художественный руководитель детской школы-студии «Музыкальный фрегат». В 2004 году по приглашению Администрации ХМАО-Югры Андрей Билль возглавил специальный молодёжный музыкальный проект — яркое эстрадное шоу «Югорский трамплин», объединяющее 20 вокалистов и 30 артистов балета рождённых на севере и проживающих на территории Югры. За вклад в развитие культуры северных регионов, Андрей Билль в 2007 году удостоен звания Заслуженный деятель культуры ХМАО. С 2007 года по настоящее время Андрей Билль является куратором работы оргкомитетов и Председателем большого жюри конкурсов: «Микс Артс» в Екатеринбурге, «Северная Венеция» в Санкт-Петербурге, «Зимняя сказка» в Великом Устюге/
Живёт и работает в Москве.

## Семья
- Андрей Билль был женат три раза. В первый раз женился в 19 лет[11]/ Первая жена была джазовой певицей, с ней они прожили полтора года. В этом браке в 1982 году у них родилась дочь Александра (в настоящее время работает неврологом в Москве, есть дочь Янина)[10].
- Третья жена Андрея (с 1989 года[1] и по сегодняшний день) — Заслуженный деятель искусств РФ, композитор Лора Квинт (родилась 9 июля 1953 года[12][13][14]).

## Дискография
- 1991 год — «Ревность» (винил)
- 1997 год — «Ты самая красивая» (аудиокассета)

## Известные песни
- «О, Сан-Ремо!» (музыка Лоры Квинт, слова Ольги Клименковой)
- «Я — трубадур» (музыка Лоры Квинт, слова Николая Денисова)
- «Карточная дама» (музыка Лоры Квинт, слова Ольги Клименковой)
- «Милый капитан» (музыка Лоры Квинт, слова Ольги Клименковой), дуэт с Лорой Квинт
- «Ревность» (музыка Лоры Квинт, слова Ольги Клименковой)
- «Очкарик» (музыка Лоры Квинт, слова Ольги Клименковой)
- «Чужестранец» (музыка Лоры Квинт, слова Ольги Клименковой)
- «Этот день» (музыка Лоры Квинт, слова Николая Гумилёва)
- «Письмо из Хайфы» (музыка и слова Лоры Квинт)
- «Очкарик» (музыка Лоры Квинт, слова Ольги Клименковой)
- «Ты самая красивая» (музыка Лоры Квинт, слова Ольги Клименковой)
- «Обними меня» (музыка Лоры Квинт, слова Ольги Клименковой), дуэт с Лорой Квинт
- «Царица Музыка» (музыка Лоры Квинт, слова Ольги Клименковой)
- «Не забывай меня» (музыка Лоры Квинт, слова Ольги Клименковой)
- «Попутный ветер Фордервинд» (музыка Лоры Квинт, слова Николая Денисова)
- «Этот день» (музыка Лоры Квинт, слова Николая Гумилёва)
- «Здорово, корова!» (музыка Лоры Квинт, слова Николая Зиновьева)
- «Музыка для цветов» (музыка Лоры Квинт, слова Николая Зиновьева)
- «Мальчонка и девчонка» (музыка Лоры Квинт, слова Ларисы Рубальской)
- «Сердце в слезах» (музыка Лоры Квинт, слова Ольги Клименковой)
- «Про собак» (музыка Лоры Квинт, слова Ольги Клименковой)
- «Прощай, оркестр» (музыка Лоры Квинт, слова Ольги Клименковой)
- «Мы такие разные» (музыка Лоры Квинт, слова Олега Серебрянникова)
- «Моя эстрада» (музыка Лоры Квинт, слова Вадима Жука)
- «Ты спроси у моряков» (музыка Лоры Квинт, слова Владимира Аленикова)

## Факты
- Среди бывших учеников Андрея Билля — Ирина Ортман и Наталья Подольская[2].